# Andrzej Sobolewski (powstaniec warszawski)

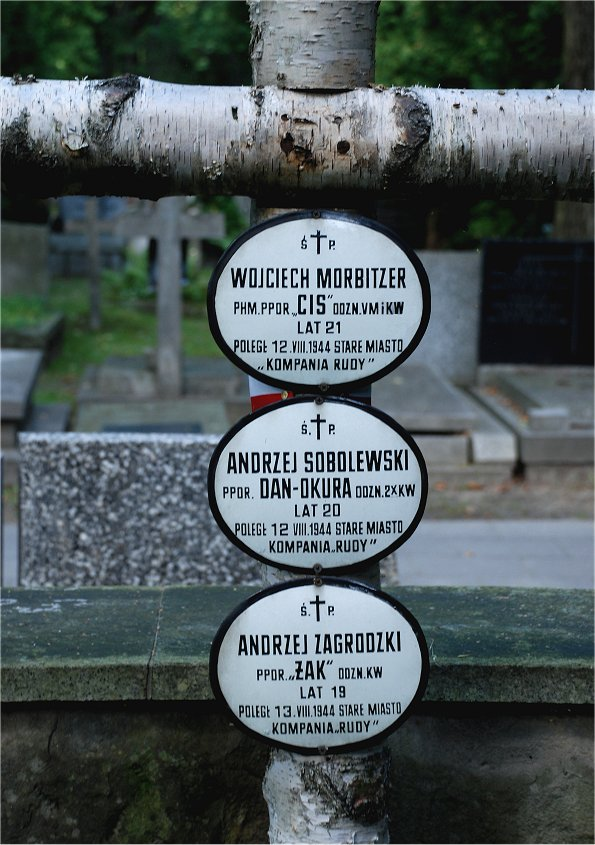
Mogiła na Powązkach

Andrzej Sobolewski ps. Dan, Okura (ur. 24 lipca 1924 w Warszawie, zm. 12 sierpnia 1944 tamże) – podporucznik, uczestnik powstania warszawskiego w I plutonie „Sad” 2. kompanii „Rudy” batalionu „Zośka” Armii Krajowej. Syn Mariana.
Podczas okupacji hitlerowskiej działał w polskim podziemiu zbrojnym.
Poległ 12. dnia powstania warszawskiego w szpitalu polowym Jana Bożego przy ul. Bonifraterskiej 12 na Starym Mieście. Miał 20 lat. Pochowany w kwaterach żołnierzy i sanitariuszek batalionu „Zośka” wraz z phm. ppor. Wojciechem Morbitzerem i ppor. Andrzejem Zagrodzkim na Wojskowych Powązkach w Warszawie (kwatera A20-2-2).
Odznaczony dwukrotnie Krzyżem Walecznych.